# جورج جيمس ويب
جورج جيمس ويب (بالإنجليزية: George James Webb)‏ هو ملحن أمريكي، ولد في 24 يونيو 1803 في سالزبوري في المملكة المتحدة، وتوفي في 7 أكتوبر 1887 في أورانج ‏ في الولايات المتحدة.

## وصلات خارجية
- جورج جيمس ويب على موقع IMDb (الإنجليزية)
- جورج جيمس ويب على موقع ميوزك برينز (الإنجليزية)
- جورج جيمس ويب على موقع ديسكوغز (الإنجليزية)